# Шашилов, Алексей Валерьевич
Алексей Валерьевич Шашилов (род. 4 сентября 1977 года, Екатеринбург) — российский театральный режиссёр, актёр и художественный руководитель  «Театра Т».

## Биография
Родился в Екатеринбурге 4 сентября 1977 года.
В 1997 году окончил Екатеринбургский государственный театральный институт (ЕГТИ) с квалификацией «Актер театра кукол» по специальности «Актерское искусство», мастерская С. К. Жукова.
В составе курса был приглашен в 1995 году на Всемирный фестиваль театров кукол в Шарлевиль-Мезьер во Франции, где была представлена программа «Концерт на руках», а в 1996 году на «Фестиваль театральных школ» в ЯГТИ в Ярославле.
С 1997 по 1998 гг. служил в Ансамбле песни и пляски УрВО (Уральского военного округа), артист ансамбля.
В 1999 году получил приглашение в Воронежский государственный театр кукол «Шут», художественный руководитель — В. А. Вольховский.
Роли в Воронежском театре кукол «Шут»:
- А. А. Башмачкин — «Шинель», реж. В. А. Вольховский;
- Бим — «Белый Бим Черное Ухо», реж. Р. Г. Виндерман;
- Герцог — «Хитроумный Идальго», реж. В. А. Вольховский и др.[4]

В 2004 году переехал в Москву.
С 2004 по 2011 гг. работал в московском театре «Тень», художественный руководитель — Илья Эпельбаум, директор — Майя Краснопольская.
Был занят в спектаклях проекта «Лиликанский музей театральных идей»: куклы Алексей Шашилов и Наталья Корчагина в спектакле «Полифем» (реж.  Илья Эпельбаум и Майя Краснопольская), роль Администратора — Алексей Шашилов в спектакле «Все» по пьесе Коковкина (реж.  И. Эпельбаум и М. Краснопольская), роль Папагено XI - Алексей Шашилов в спектакле «Синяя птица» (реж. Майя Краснопольская) и др.

## «Театр Т»
Основная статья: «Театр Т»
В 2007 году параллельно с работой в театре «Тень» начал развивать собственный проект — создал театр «Студия Т» (юридическое лицо НЧУ «Т Лаборатория») в 2022 году имя поменялось на Московский «Театр Т».
В своем авторском театре Алексей Шашилов ориентируется на идею, которая задает формат будущей постановки, идея диктует состав постановочной команды и актерский состав. Создает спектакли, которые рассчитаны на легкую адаптацию под разные площадки, при этом в каждом спектакле возникает атмосфера особого театрального мира.
Благодаря этой особенности театр получил предложение о сотрудничестве с павильоном-легендой «Рабочий и колхозница», Московской государственной академической Филармонией (МГАФ), Концертным залом «Зарядье» (Малый зал) и др.
В различное время партнерами также выступали: Музей русского импрессионизма, Музей Москвы, ММОМА (приглашал в разные годы спектакли во время новогодних праздников), Еврейский музей и центр толерантности и др.
Заявил московский «Театр Т» на многих международных и российских фестивалях.

## Творчество
Режиссер
В качестве режиссера поставил спектакли в Московском «Театре Т».
- «Снежная королева»[24] — спектакль из бумаги, совместная работа с Майей Краснопольской, премьера прошла на фестивале «Арлекин» в 2005 году. Позднее А. Шашилов с этим спектаклем много путешествовал, в том числе на фестиваль театров кукол в Иерусалиме (2007), гастроли в Финляндии (2008), Франции (2009), Фестиваль «Большая перемена» в Перми и Москве, Всемирный фестиваль театров кукол в г. Шарлевиль-Мезьер (Франция, 2013 год).  В 2012 году в Московском театре кукол появилась реплика этого спектакля, поставленная Майей Краснопольской. В 2023 году Алексей Шашилов вводит живой звук в свой моноспектакль — фрагменты цикла П. И. Чайковского «Времена года».
- «ПризНак оперы» — учебная работа в качестве режиссера-постановщика. В 2009 году Илья Эпельбаум предложил эксперимент — обучение режиссерскому делу на практике.[24] Работа над спектаклем продолжалась с 2009 по 2011 год. Премьера состоялась в 2011 году на сцене театра «Практика». Спектакль был в основном репертуаре четыре сезона. Далее спектакль вошел в постоянный репертуар московского «Театра Т».
- «Сновидения» — 2015 год[25], спектакль был представлен в специальной программе «Бэби версия» фестиваля «Золотая маска»[26].
- «Эльфийские сказки» — 2017 год,  декорации спектакля уместились в коробочках Викторианской эпохи.
- «Тайны эльфов» — спектакль-коллаж, версия «Эльфийских сказок» для школьников, премьера 2018 года.[27]
- «Азбука» — спектакль из бумаги, 2022 год.

Режиссер-постановщик
- «Спящая красавица», театр «Северная сцена», г. Новый Уренгой 2013 год;[28]
- «Сновидения», Сахалинский театр кукол, 2015 год;[29]
- «Краски», Московский детский театр теней, 2016 год.[30]

Актер (моноспектакли)
- «Руки Рахманинова», режиссер-постановщик Анатолий Ледуховский;[31]
- «Дневник Робинзона», режиссер-постановщик Петр Зубарев;[32]
- «Снежная Королева», совместная работа Майи Краснопольской и Алексея Шашилова.[33] В 2023 году получил предложение от музея-заповедника «Царицыно» стать ведущим вечерней программы фестиваля «Дачное Царицыно».[34]

## Фильмография
В 2018 году получил приглашение на съемки в кинопроект «Имя. Символ33» в качестве ведущего. Съемки проводит кинокомпания Orbis Pictus, фильмы:
- Программа 1. Владимир Козьмич Зворыкин
- Программа 3. Александр Григорьевич Столетов
- Программа 5. Николай Егорович Жуковский
- Программа 7. Мальцовы
- Программа 9. Константин Дмитриевич Бальмонт
- Программа 10. Владимир Яковлевич Юкин
- Программа 11. Иван Владимирович Цветаев
- Программа 13. Николай Ефимович Андрианов
- Программа 14. Михаил Петрович Лазарев
- Программа 15. Михаил Михайлович Сперанский
- Программа 16. Сергей Иванович Танеев
- Программа 18. Ольга Владимировна Розанова
- Программа 22. Дмитрий Иванович Виноградов
- Программа 24. Александр Иванович Герцен
- Программа 25. Осиповский Тимофей Фёдорович
- Программа 27. Иван Михайлович Губкин
- Программа 28. Николай Михайлович Альбов
- Программа 29. Алексей Сергеевич Уваров

## Просвещение
В 2021 году создал проект «Путешествие по театральной истории», об основных этапах истории театра. В проекте два игровых занятия — «Античный театр» и «Шекспировский театр».
В ноябре 2020 года и в июне 2021 года получил приглашение от Союза театральных деятелей Российской Федерации (СТД) и УНИМА (Международный союз кукольных театров) в качестве руководителя лаборатории «Репетиция Нового года». Мероприятие было проведено в СТД РФ «Щелыково».